# کسکلا

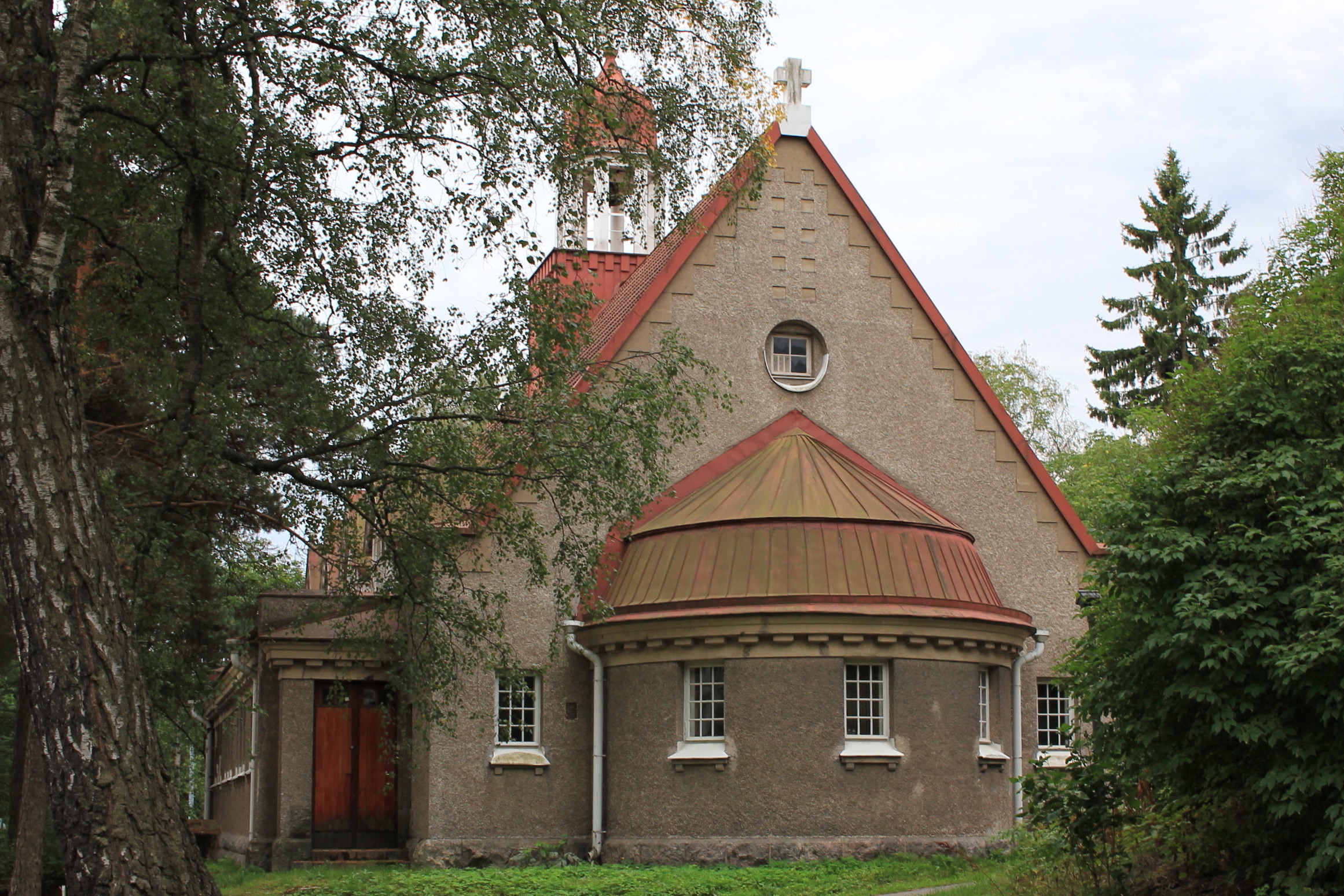
کلیسای کُسْکِلا

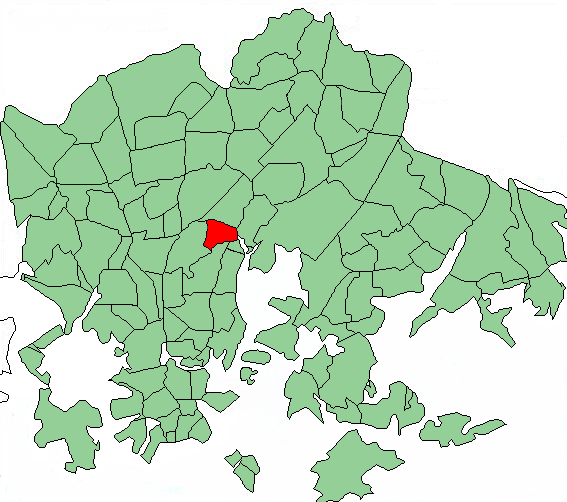
موقعیت کُسْکِلا در هلسینکی

کُسْکِلا (سوئدی: Forsby) ناحیه‌ای در شهر هلسینکی فنلاند است. حدود ۳۳۰۰ نفر سکنه دارد. این بخش توسط کپوله، کومپولا، مانهاکاوپونکی و اولونکوله احاطه شده‌است.

## جغرافیا
کُسْکِلا در زیر مجموعه‌های هلسینکی نزدیک به دهانه رودخانه وانتا واقع شده‌است. اولین اشاره به سکونت انسان در این ناحیه به سال ۱۴۱۷ برمی گردد که آن را به قدیمی‌ترین قسمت هلسینکی تبدیل می‌کند.